# Rogério Márcico
Rogério Márcico (Poços de Caldas, 24 de fevereiro de 1930) é um ator e dublador brasileiro. Esteve em inúmeros trabalhos em praticamente todas as grandes emissoras de TV do Brasil, e um dos atores mais presentes em novelas.
Merecem destaque suas atuações em Meu Pé de Laranja Lima, em 1980, vivendo "Paulo", o pai do protagonista "Zezé", Grande Sertão: Veredas, onde interpretou "Titão Passos", Chiquititas onde interpretou o empresário "Dr. José Ricardo", e ainda o vilão "Pereirinha", em As Pupilas do Senhor Reitor, no SBT, em 1994/95.
Em 2010 voltou à Rede Globo para interpretar  "Ciro Bevilláqua", o avô de "Dimas", personagem de Selton Mello na série A Cura. Em 2011 foi convidado para fazer uma participação especial em mais uma trama produzida pelo SBT, chamada Amor e Revolução, de Tiago Santiago. Em 2015 passou a ser protagonista na série do Gloob, Buuu - Um Chamado para a Aventura.
Rogério Márcico é um dos atores que mais atuou em produções do SBT, somando cerca de 13 trabalhos na emissora.

## Filmografia

### Televisão
| Ano  | Título                            | Personagem                      | Nota                           | Emissora          |
| ---- | --------------------------------- | ------------------------------- | ------------------------------ | ----------------- |
| 2015 | Buuu - Um Chamado para a Aventura | Vô Reginaldo                    | [ 2 ]                          | Gloob             |
| 2011 | Amor e Revolução                  | Augusto Fiel                    | Participação especial          | SBT               |
| 2010 | A Cura                            | Ciro Bevilláqua                 | [ 3 ] [ 1 ]                    | Rede Globo        |
| 2008 | Água na Boca                      | Alfredo Vecchio                 |                                | Rede Bandeirantes |
| 2007 | Maria Esperança                   | Otávio Camargo                  |                                | SBT               |
| 2004 | Seus Olhos                        | Gregório                        |                                | SBT               |
| 2004 | Meu Cunhado                       | Dr. Justo Madeira               | Epsódio: "Meus Direitos"       | SBT               |
| 2003 | Jamais Te Esquecerei              | Samuel                          |                                | SBT               |
| 2001 | Amor e Ódio                       | Juvêncio (Juca)                 |                                | SBT               |
| 1997 | Chiquititas                       | Dr. José Ricardo Almeida Campos | Temporada 1                    | SBT               |
| 1996 | O Rei do Gado                     | Olegário Rangel                 |                                | Rede Globo        |
| 1995 | Sangue do Meu Sangue              | Tobias Barreto                  |                                | SBT               |
| 1995 | As Pupilas do Senhor Reitor       | Pereirinha                      |                                | SBT               |
| 1988 | Vida Nova                         | Amadeu                          |                                | Rede Globo        |
| 1988 | Chapadão do Bugre                 | Carício                         |                                | Rede Bandeirantes |
| 1987 | Direito de Amar                   | Raimundo                        |                                | Rede Globo        |
| 1987 | Caso Especial                     |                                 | Episódio: O Caso do Martelo    | Rede Globo        |
| 1986 | Selva de Pedra                    | Chico                           |                                | Rede Globo        |
| 1985 | Grande Sertão: Veredas            | Titão Passos                    |                                | Rede Globo        |
| 1984 | Jerônimo                          | Coronel Valdomiro Seixas        |                                | SBT               |
| 1984 | Meus Filhos, Minha Vida           | Pascoal                         |                                | SBT               |
| 1983 | Vida Roubada                      | Afonso de Albuquerque Rosas     |                                | SBT               |
| 1983 | Pecado de Amor                    | Amadeu                          |                                | SBT               |
| 1980 | Meu Pé de Laranja Lima            | Paulo                           |                                | Rede Bandeirantes |
| 1980 | Pé de Vento                       | Alfredo                         |                                | Rede Bandeirantes |
| 1979 | Gaivotas                          | Álvaro                          |                                | Rede Tupi         |
| 1978 | Roda de Fogo                      | Bianco                          |                                | Rede Tupi         |
| 1977 | Éramos Seis                       | Alonso                          |                                | Rede Tupi         |
| 1976 | Papai Coração                     | Diogo                           |                                | Rede Tupi         |
| 1976 | O Julgamento                      | Frei Carlos                     |                                | Rede Tupi         |
| 1976 | Canção para Isabel                | Dr. Carlos                      |                                | Rede Tupi         |
| 1975 | Vila do Arco                      | Padre Lopes                     |                                | Rede Tupi         |
| 1975 | O Velho, o Menino e o Burro       | Castro                          |                                | Rede Tupi         |
| 1974 | O Machão                          | Batista                         |                                | Rede Tupi         |
| 1972 | O Leopardo                        | Odilon                          |                                | Rede Record       |
| 1972 | Os Fidalgos da Casa Mourisca      | Tomé da Póvoa                   |                                | Rede Record       |
| 1971 | Sol Amarelo                       | Zé Touro                        |                                | Rede Record       |
| 1971 | Os Deuses Estão Mortos            | Coronel Jordão                  |                                | Rede Record       |
| 1970 | As Pupilas do Senhor Reitor       | José                            |                                | Rede Record       |
| 1969 | Era Preciso Voltar                | Eugênio                         |                                | Rede Bandeirantes |
| 1969 | Algemas de Ouro                   | Brandini                        |                                | Rede Record       |
| 1968 | O Terceiro Pecado                 |                                 |                                | TV Excelsior      |
| 1967 | Os Fantoches                      | Fernando                        |                                | TV Excelsior      |
| 1966 | A Pequena Karen                   | Ernesto                         |                                | TV Excelsior      |
| 1966 | Anjo Marcado                      | Juju                            |                                | TV Excelsior      |
| 1966 | As Minas de Prata                 | Vaz Caminha                     |                                | TV Excelsior      |
| 1965 | O Ébrio                           | Rogerinho                       |                                | Rede Globo        |
| 1964 | Melodia Fatal                     |                                 |                                | TV Excelsior      |
| 1961 | A Muralha                         |                                 |                                | Rede Tupi         |
| 1957 | Os Três Mosqueteiros              | Aramis                          |                                | Rede Tupi         |
| 1957 | Grande Teatro Tupi                |                                 | Episódio: Mortos sem Sepultura | Rede Tupi         |
| 1956 | O Contador de Histórias           |                                 |                                | Rede Tupi         |
| 1955 | TV de Vanguarda                   | Vários personagens              | 1955-1957                      | Rede Tupi         |

### Cinema
| Ano  | Título                    | Personagem |
| ---- | ------------------------- | ---------- |
| 2011 | Onde está a Felicidade?   | Seu Cézar  |
| 1974 | Regina e o Dragão de Ouro | —          |

## Dublagens
- Bibo Pai e Bob Filho - Bibo Pai (1ª voz)[5]
- Os Flintstones - Barney Rubble (1ª voz)[5]
- Os Jetsons - Henry Órbita (2ªvoz)[5]
- Vertigo - Henry Jones[6]
- Gandhi - John Gielgud[6]
- Terremoto - John Randolph[6]
- O Mágico Inesquecível - Ted Ross[6]
- Dracula - Laurence Olivier[6]